# Eristalinus aurulans
Eristalinus aurulans är en tvåvingeart som först beskrevs av Christian Rudolph Wilhelm Wiedemann 1824.  Eristalinus aurulans ingår i släktet slamflugor, och familjen blomflugor. Inga underarter finns listade i Catalogue of Life.